# Sangay Ngedup
Sangay Ngedup (ur. 1953) – premier oraz minister ds. rolnictwa Bhutanu.

## Życiorys
Sangay Ngedup urodził się w 1953 (dokładna data urodzenia nie jest znana) we wsi Nobgang w dystrykcie Punakha w Bhutanie. Był drugim synem w licznej rodzinie (miał brata i pięć sióstr). Jego rodzina była bardzo szanowana w Bhutanie, ponieważ król tego państwa, Jigme Singye Wangchuck wziął czwórkę z piątki sióstr Ngedupa za żony.
W dzieciństwie Ngedup wyjechał do Indii do szkoły. Ukończył Dr Graham’s Houses w Kalimpong w Indiach, a później Saint Stephen’s College w New Delhi. Podczas nauki w okupowanych przez Wielką Brytanię Indiach Ngedup perfekcyjnie nauczył się angielskiego. Po ukończeniu edukacji, w wieku 23 lat, w 1976 został zatrudniony w Służbie Zagranicznej Bhutanu i w następnych latach odbywał częste podróże dyplomatyczne do Indii oraz do Australii.
W 1977 Ngedup został mianowany drugim (później pierwszym) sekretarzem Królewskiej Ambasady Bhutanu w New Delhi. Sprawował tę funkcję przez następne 11 lat, występował też na arenie ONZ w Nowym Jorku.
W 1989 został dodatkowo ambasadorem Bhutanu w Kuwejcie oraz dyrektorem ds. transportu i handlu w Bhutanie. Wtedy zaczęła się jego wielka kariera polityczna. W 1991 został powołany członkiem Komisji ds. Planowania, a w 1992 został głównym dyrektorem ds. zdrowia. W 1998, kiedy król Jigme Singye Wangchuck ustanowił w Bhutanie nowe prawo i stworzył parlament, Ngedup został powołany ministrem ds. Zdrowia i Edukacji w bhutańskim rządzie.
9 lipca 1999 Ngedup został mianowany premierem Bhutanu i przyjął tytuł Lyonpo – oznacza to w języku dżongkha minister, premier i jest to tytuł nadawany w Bhutanie każdemu kolejnemu premierowi. Ngedup sprawował funkcję premiera do 20 lipca 2000.
W 2003 został bhutańskim ministrem ds. rolnictwa. Dwa lata później, 5 września 2005 został ponownie ogłoszony bhutańskim premierem i sprawował tę funkcję przez rok; do września 2006. Jego następcą został Lyonpo Khandu Wangchuk.

## Odznaczenia i działalność na rzecz rozwoju zdrowia
24 sierpnia 1987 został nagrodzony przez króla Czerwonym Szalem (bhutańskie wyróżnienie dla ludzi związanych z rodziną królewską za specjalne zasługi), a 1 stycznia 1998 – Pomarańczowym Szalem (wyróżnienie dla członków rządu bhutańskiego za specjalne zasługi).
W 2002 wraz z sześcioma innymi członkami bhutańskiego rządu zorganizował i wziął udział w rajdzie Ruszaj dla zdrowia, który prowadził przez 560-kilometrową trasę górską z miasta Traszigang do stolicy, Thimphu. Za pieniądze uzyskane za rajd Ngedup założył Bhutańską Fundację Zdrowia, która ma na celu budowanie ośrodków zdrowia w Bhutanie.